# Stała materiałowa
Stała materiałowa – fizyczna lub chemiczna właściwość danej substancji, która może być wyrażona liczbowo. Podanie precyzyjnej wartości liczbowej stałej wymaga często określenia warunków zewnętrznych (np. temperatury, ciśnienia, wilgotności). Wartości stałych materiałowych są zazwyczaj podawane w postaci stabelaryzowanej. Są wydawane książki w całości poświęcone prezentacji tych stałych.

## Stałe fizyczne a stałe materiałowe
Od stałych fizycznych stałe materiałowe różnią się tym, że przyjmują różne wartości dla różnych substancji. Na przykład prędkość światła w próżni jest stałą fizyczną podczas gdy prędkość światła w powietrzu w warunkach normalnych jest stałą materiałową.

## Przykłady
- stała rozpadu
- stała dysocjacji
- moduł Younga